# Championnat du monde de motocross 1998
Navigation
Édition précédente Édition suivante

## Grands Prix de la saison 1998

### 125 cm3
| Manche | Date            | Grand Prix                    | Lieu            | 1ère manche      | 2ème manche      | Vainqueur du Grand Prix |
| ------ | --------------- | ----------------------------- | --------------- | ---------------- | ---------------- | ----------------------- |
| 1      | 5 avril 1998    | Grand Prix du Brésil          | Indaiatuba      | Alessio Chiodi   | Erik Camerlengo  | Alessio Chiodi          |
| 2      | 19 avril 1998   | Grand Prix d'Espagne          | Bellpuig        | Alessandro Puzar | Alessandro Puzar | Alessandro Puzar        |
| 3      | 17 mai 1998     | Grand Prix de Slovénie        | Orehova Vas     | Alessio Chiodi   | Alessio Chiodi   | Alessio Chiodi          |
| 4      | 24 mai 1998     | Grand Prix de Grande-Bretagne | Foxhill         | Alessio Chiodi   | Alessio Chiodi   | Alessio Chiodi          |
| 5      | 7 juin 1998     | Grand Prix de Belgique        | Nismes          | David Vuillemin  | Claudio Federici | David Vuillemin         |
| 6      | 15 juin 1998    | Grand Prix de Saint-Marin     | Borgo Maggiore  | David Vuillemin  | Alessandro Puzar | David Vuillemin         |
| 7      | 28 juin 1998    | Grand Prix d'Italie           | Montevarchi     | Alessandro Puzar | David Vuillemin  | David Vuillemin         |
| 8      | 12 juillet 1998 | Grand Prix d'Autriche         | Launsdorf       | Alessio Chiodi   | Alessio Chiodi   | Alessio Chiodi          |
| 9      | 19 juillet 1998 | Grand Prix des Pays-Bas       | Oss             | Alessio Chiodi   | Alessio Chiodi   | Alessio Chiodi          |
| 10     | 9 août 1998     | Grand Prix de France          | Château-du-Loir | David Vuillemin  | Alessio Chiodi   | David Vuillemin         |
| 11     | 23 août 1998    | Grand Prix d'Allemagne        | Bielstein       | Alessio Chiodi   | Alessio Chiodi   | Alessio Chiodi          |

### 250 cm3
| Manche | Date              | Grand Prix                       | Lieu                 | 1ère manche        | 2ème manche        | Vainqueur du Grand Prix |
| ------ | ----------------- | -------------------------------- | -------------------- | ------------------ | ------------------ | ----------------------- |
| 1      | 29 mars 1998      | Grand Prix d'Espagne             | Talavera de la Reina | Pit Beirer         | Stefan Everts      | Stefan Everts           |
| 2      | 5 avril 1998      | Grand Prix du Portugal           | Agueda               | Tallon Vohland     | Stefan Everts      | Stefan Everts           |
| 3      | 19 avril 1998     | Grand Prix des Pays-Bas          | Valkenswaard         | Sébastien Tortelli | Stefan Everts      | Sébastien Tortelli      |
| 4      | 26 avril 1998     | Grand Prix de France             | Villars-sous-Écot    | Stefan Everts      | Stefan Everts      | Stefan Everts           |
| 5      | 10 mai 1998       | Grand Prix d'Europe              | Louvain              | Sébastien Tortelli | Sébastien Tortelli | Sébastien Tortelli      |
| 6      | 24 mai 1998       | Grand Prix de Grande-Bretagne    | Foxhill              | Sébastien Tortelli | Sébastien Tortelli | Sébastien Tortelli      |
| 7      | 7 juin 1998       | Grand Prix d'Italie              | Asti                 | Stefan Everts      | Sébastien Tortelli | Stefan Everts           |
| 8      | 14 juin 1998      | Grand Prix de République tchèque | Jinin                | Sébastien Tortelli | Pit Beirer         | Pit Beirer              |
| 9      | 28 juin 1998      | Grand Prix d'Italie              | Montevarchi          | Stefan Everts      | Sébastien Tortelli | Sébastien Tortelli      |
| 10     | 19 juillet 1998   | Grand Prix du Venezuela          | Maracay              | Stefan Everts      | Sébastien Tortelli | Stefan Everts           |
| 11     | 26 juillet 1998   | Grand Prix du Brésil             | Belo Horizonte       | Sébastien Tortelli | Sébastien Tortelli | Sébastien Tortelli      |
| 12     | 9 août 1998       | Grand Prix d'Allemagne           | Teutschenthal        | Stefan Everts      | Stefan Everts      | Stefan Everts           |
| 13     | 16 août 1998      | Grand Prix de Belgique           | Mol                  | Stefan Everts      | Stefan Everts      | Stefan Everts           |
| 14     | 30 août 1998      | Grand Prix de Pologne            | Gdynia               | Stefan Everts      | Stefan Everts      | Stefan Everts           |
| 15     | 6 septembre 1998  | Grand Prix de Suisse             | Roggenburg           | Sébastien Tortelli | Sébastien Tortelli | Sébastien Tortelli      |
| 16     | 12 septembre 1998 | Grand Prix de Grèce              | Mégalopolis          | Sébastien Tortelli | Sébastien Tortelli | Sébastien Tortelli      |

### 500 cm3
| Manche | Date            | Grand Prix                       | Lieu                       | 1ère manche          | 2ème manche      | Vainqueur du Grand Prix |
| ------ | --------------- | -------------------------------- | -------------------------- | -------------------- | ---------------- | ----------------------- |
| 1      | 5 avril 1998    | Grand Prix d'Italie              | Mantoue                    | Alessandro Bartolini | Joël Smets       | Alessandro Bartolini    |
| 2      | 19 avril 1998   | Grand Prix de Suisse             | Payerne                    | Darryl King          | Joël Smets       | Darryl King             |
| 3      | 26 avril 1998   | Grand Prix d'Autriche            | Schwanenstadt              | Darryl King          | Bernd Eckenbach  | Bernd Eckenbach         |
| 4      | 10 mai 1998     | Grand Prix de Suède              | Vasteras                   | Andrea Bartolini     | Joël Smets       | Joël Smets              |
| 5      | 17 mai 1998     | Grand Prix de Finlande           | Ruskeasanta                | Joël Smets           | Joël Smets       | Joël Smets              |
| 6      | 7 juin 1998     | Grand Prix d'Espagne             | Osuna                      | Andrea Bartolini     | Joël Smets       | Andrea Bartolini        |
| 7      | 21 juin 1998    | Grand Prix de République tchèque | Loket                      | Joël Smets           | Joël Smets       | Joël Smets              |
| 8      | 28 juin 1998    | Grand Prix de Slovaquie          | Sverepec                   | Andrea Bartolini     | Andrea Bartolini | Andrea Bartolini        |
| 9      | 19 juillet 1998 | Grand Prix de France             | Circuit Raymond Demy Ernée | Joël Smets           | Joël Smets       | Joël Smets              |
| 10     | 2 août 1998     | Grand Prix de Belgique           | Namur                      | Stefan Everts        | Stefan Everts    | Stefan Everts           |
| 11     | 9 août 1998     | Grand Prix des Pays-Bas          | Rhenen                     | Joël Smets           | Joël Smets       | Joël Smets              |
| 12     | 30 août 1998    | Grand Prix d'Allemagne           | Wächtersbach               | Joël Smets           | Bernd Eckenbach  | Joël Smets              |

## Classement du Championnat du Monde 125 cm3
| Clas. | Pilote               | Pays            | Constructeur | Nombre de points | Nombre de victoires de GP | Nombre de podiums de GP | Nombre de victoires de manches |
| ----- | -------------------- | --------------- | ------------ | ---------------- | ------------------------- | ----------------------- | ------------------------------ |
| 1     | Alessio Chiodi       | Italie          | Husqvarna    | 345              | 6                         | 8                       | 12                             |
| 2     | David Vuillemin      | France          | Yamaha       | 310              | 4                         | 7                       | 4                              |
| 3     | Alessandro Puzar     | Italie          | TM           | 246              | 1                         | 4                       | 4                              |
| 4     | Claudio Federici     | Italie          | Yamaha       | 217              |                           | 4                       | 1                              |
| 5     | Luigi Seguy          | France          | Honda        | 155              |                           | 2                       |                                |
| 6     | Brian Jorgensen      | Danemark        | Suzuki       | 144              |                           | 1                       |                                |
| 7     | Carl Nunn            | Grande-Bretagne | Yamaha       | 141              |                           | 2                       |                                |
| 8     | Alessandro Belometti | Italie          | Yamaha       | 126              |                           |                         |                                |
| 9     | James Dobb           | Grande-Bretagne | Honda        | 124              |                           | 1                       |                                |
| 10    | Philippe Dupasquier  | Suisse          | TM           | 123              |                           | 1                       |                                |
| 11    | Erik Camerlengo      | Italie          | Yamaha       | 119              |                           | 3                       | 1                              |
| 12    | Frédéric Vialle      | France          | Yamaha       | 77               |                           |                         |                                |
| 13    | Michele Fanton       | Italie          | Kawasaki     | 60               |                           |                         |                                |
| 14    | Luca Cherubini       | Italie          | Yamaha       | 58               |                           |                         |                                |
| 15    | Cédric Melotte       | Belgique        | Yamaha       | 55               |                           |                         |                                |
| 16    | Massimo Bartolini    | Italie          | Honda        | 54               |                           |                         |                                |
| 17    | Paul Malin           | Grande-Bretagne | Yamaha       | 48               |                           |                         |                                |
| 18    | Dave Strijbos        | Pays-Bas        | Kawasaki     | 44               |                           |                         |                                |
| 19    | Thomas Traversini    | Italie          | Husqvarna    | 43               |                           |                         |                                |
| 20    | Nicolas Charlier     | France          | Kawasaki     | 35               |                           |                         |                                |
| 21    | Luca Pretto          | Italie          | KTM          | 34               |                           |                         |                                |
| 22    | Johnny Aubert        | France          | Kawasaki     | 34               |                           |                         |                                |
| 23    | Patrick Caps         | Belgique        | Yamaha       | 30               |                           |                         |                                |
| 24    | Rodrig Thain         | France          | Yamaha       | 27               |                           |                         |                                |
| 25    | Christian Ravaglia   | Italie          | TM           | 24               |                           |                         |                                |
| 26    | Steve Ramon          | Belgique        | Kawasaki     | 21               |                           |                         |                                |
| 27    | Marcel Van Drunen    | Pays-Bas        | Yamaha       | 19               |                           |                         |                                |
| 28    | Matthieu Lalloz      | France          | Yamaha       | 18               |                           |                         |                                |
| 29    | Jonathan Pettit      | Grande-Bretagne | Honda        | 18               |                           |                         |                                |
| 30    | Erik Eggens          | Pays-Bas        | Yamaha       | 18               |                           |                         |                                |

## Classement du Championnat du Monde 250 cm3
| Clas. | Pilote                | Pays               | Constructeur | Nombre de points | Nombre de victoires de GP | Nombre de podiums de GP | Nombre de victoires de manches |
| ----- | --------------------- | ------------------ | ------------ | ---------------- | ------------------------- | ----------------------- | ------------------------------ |
| 1     | Sébastien Tortelli    | France             | Kawasaki     | 563              | 7                         | 15                      | 15                             |
| 2     | Stefan Everts         | Belgique           | Honda        | 555              | 8                         | 14                      | 14                             |
| 3     | Pit Beirer            | Allemagne          | Honda        | 402              | 1                         | 6                       | 2                              |
| 4     | Marnicq Bervoets      | Belgique           | Suzuki       | 288              |                           | 1                       |                                |
| 5     | Frédéric Bolley       | France             | Honda        | 279              |                           | 5                       |                                |
| 6     | Tallon Vohland        | États-Unis         | Yamaha       | 275              |                           | 5                       | 1                              |
| 7     | Joakim Karlsson       | Suède              | Honda        | 245              |                           |                         |                                |
| 8     | Mickaël Maschio       | France             | Yamaha       | 213              |                           |                         |                                |
| 9     | Leon Giesbers         | Pays-Bas           | KTM          | 174              |                           |                         |                                |
| 10    | Paul Cooper           | Grande-Bretagne    | Kawasaki     | 135              |                           |                         |                                |
| 11    | Yves Demaria          | France             | Kawasaki     | 117              |                           | 1                       |                                |
| 12    | Peter Iven            | Belgique           | Kawasaki     | 114              |                           |                         |                                |
| 13    | Joshua Coppins        | Nouvelle-Zélande   | Suzuki       | 113              |                           |                         |                                |
| 14    | Werner Dewit          | Belgique           | Suzuki       | 86               |                           | 1                       |                                |
| 15    | Miska Aaltonen        | Finlande           | KTM          | 76               |                           |                         |                                |
| 16    | Justin Morris         | Grande-Bretagne    | Honda        | 73               |                           |                         |                                |
| 17    | Jaimy Scevenels       | Belgique           | Suzuki       | 69               |                           |                         |                                |
| 18    | Mark Eastwood         | Grande-Bretagne    | Honda        | 65               |                           |                         |                                |
| 19    | Remy Van Rees         | Pays-Bas           | Kawasaki     | 57               |                           |                         |                                |
| 20    | Pierrick Paget        | France             | Honda        | 32               |                           |                         |                                |
| 21    | Francisco Garcia Vico | Espagne            | Yamaha       | 32               |                           |                         |                                |
| 22    | Michal Kadlecek       | République tchèque | Suzuki       | 24               |                           |                         |                                |
| 23    | Joakim Eliasson       | Suède              | Yamaha       | 23               |                           |                         |                                |
| 24    | Serge Guidetty        | France             | Honda        | 21               |                           |                         |                                |
| 25    | Marko Kovalainen      | Finlande           | Honda        | 20               |                           |                         |                                |
| 26    | Peter Nijs            | Belgique           | Honda        | 20               |                           |                         |                                |
| 27    | Joël Smets            | Belgique           | KTM          | 18               |                           |                         |                                |
| 28    | Christian Stevanini   | Italie             | TM           | 17               |                           |                         |                                |
| 29    | Robert Herring        | Grande-Bretagne    | Honda        | 15               |                           |                         |                                |
| 30    | Thierry Bethys        | France             | Honda        | 14               |                           |                         |                                |

## Classement du Championnat du Monde 500 cm3
| Clas. | Pilote             | Pays               | Constructeur | Nombre de points | Nombre de victoires de GP | Nombre de podiums de GP | Nombre de victoires de manches |
| ----- | ------------------ | ------------------ | ------------ | ---------------- | ------------------------- | ----------------------- | ------------------------------ |
| 1.    | Joël Smets         | Belgique           | Husaberg     | 404              | 6                         | 10                      | 13                             |
| 2.    | Darryl King        | Nouvelle-Zélande   | Husqvarna    | 330              | 1                         | 8                       | 2                              |
| 3.    | Peter Johansson    | Suède              | Yamaha       | 250              |                           | 4                       |                                |
| 4.    | Bernd Eckenbach    | Allemagne          | Husqvarna    | 232              | 1                         | 4                       | 2                              |
| 5.    | Andrea Bartolini   | Italie             | Yamaha       | 225              | 3                         | 5                       | 5                              |
| 6.    | Gert-Jan Van Doorn | Pays-Bas           | Honda        | 211              |                           | 2                       |                                |
| 7.    | Robert Herring     | Grande-Bretagne    | Yamaha       | 199              |                           | 1                       |                                |
| 8.    | Shayne King        | Nouvelle-Zélande   | KTM          | 173              |                           | 1                       |                                |
| 9.    | Erwin Machtlinger  | Autriche           | Honda        | 161              |                           | 1                       |                                |
| 10.   | Johan Boonen       | Belgique           | Husqvarna    | 127              |                           |                         |                                |
| 11    | James Marsh        | Grande-Bretagne    | KTM          | 97               |                           |                         |                                |
| 12    | Christian Burnham  | Grande-Bretagne    | Honda        | 89               |                           |                         |                                |
| 13    | Danny Theybers     | Belgique           | Husaberg     | 83               |                           |                         |                                |
| 14    | Jochen Jasinski    | Allemagne          | Yamaha       | 80               |                           |                         |                                |
| 15    | Rupert Walkner     | Autriche           | KTM          | 77               |                           |                         |                                |
| 16    | Willie Van Wessel  | Pays-Bas           | Honda        | 72               |                           |                         |                                |
| 17    | Avo Leok           | Estonie            | Honda        | 66               |                           |                         |                                |
| 18    | Mats Nilsson       | Suède              | Honda        | 50               |                           |                         |                                |
| 19    | Damien King        | Nouvelle-Zélande   | KTM          | 47               |                           |                         |                                |
| 20    | Stefan Everts      | Belgique           | Honda        | 40               | 1                         | 1                       | 2                              |
| 21    | Siegfried Bauer    | Autriche           | KTM          | 22               |                           |                         |                                |
| 22    | Miroslav Kucirek   | République tchèque | Honda        | 18               |                           |                         |                                |
| 23    | Miska Aaltonen     | Finlande           | KTM          | 14               |                           |                         |                                |
| 24    | Lance Smail        | États-Unis         | KTM          | 13               |                           |                         |                                |
| 25    | Ola Eifrem         | Suède              | Kawasaki     | 10               |                           |                         |                                |
| 26    | Mikkel Caprani     | Danemark           | Yamaha       | 10               |                           |                         |                                |
| 27    | Stefan Andersson   | Suède              | Yamaha       | 8                |                           |                         |                                |
| 28    | Jef Janssen        | Pays-Bas           | Yamaha       | 8                |                           |                         |                                |
| 29    | Franco Rossi       | Italie             | Yamaha       | 7                |                           |                         |                                |
| 30    | Mats Andreasson    | Suède              | Honda        | 7                |                           |                         |                                |